# Normanicythere sogwipoensis
Normanicythere sogwipoensis is een mosselkreeftjessoort uit de familie van de Trachyleberididae. De wetenschappelijke naam van de soort is voor het eerst geldig gepubliceerd in 1990 door Lee.